# 교계소식
《교계소식》은 대한민국의 방송국 기독교부산방송의 라디오 채널 부산CBS 표준FM에서 월~토 오전 4시 55분 ~ 오전 5시까지 방송하는 라디오 프로그램이다.

## 같이 보기
- 부산CBS 표준FM
- 기독교부산방송

| 부산CBS 표준FM           |                          |                          |
| 이전                     | 교계소식                 | 다음                     |
| 새 아침입니다            | 교계소식                 | 날마다 주님과 함께       |
| 오전 4시 ~ 오전 4시 55분 | 오전 4시 55분 ~ 오전 5시 | 오전 5시 ~ 오전 5시 30분 |
|                          |                          |                          |